# Санкт-Петербургский институт истории РАН
Санкт-Петербу́ргский институ́т исто́рии РАН (Дом Н. П. Лихачёва) — научно-исследовательский институт Российской академии наук в области российской и зарубежной истории, а также вспомогательных исторических дисциплин, входящий в Отделение историко-филологических наук РАН. В состав института входит архив, хранящий большое количество документов и рукописей по русской и западноевропейской истории средних веков и нового времени, а также ряд личных фондов петербургских историков.

## История
В 1936 году на базе Историко-археографического института, сформированного ранее путём объединения Археографической комиссии и Постоянной исторической комиссии при Академии наук, а также Института книги, документа и письма АН СССР, вобравшего в себя русскую и западноевропейскую части коллекции академика Н. П. Лихачёва, и Ленинградского отделения Института истории Коммунистической академии при ЦИК СССР было организовано Ленинградское отделение Института истории АН СССР (ЛОИИ АН СССР).
20 апреля 1953 года ЛОИИ было ликвидировано, а в 1956 году вновь восстановлено.
В 1968 году ЛОИИ АН СССР преобразовано в Ленинградское отделение Института истории СССР АН СССР.
В 1992 году Ленинградское отделение Института истории СССР АН СССР преобразовано в Санкт-Петербургский филиал Института российской истории РАН.
В 2000 году Президиум РАН постановил выделить Санкт-Петербургский филиал из состава Института российской истории и создать на его базе Санкт-Петербургский институт истории РАН (СПбИИ РАН).

### Руководители
Ленинградское отделение Института истории АН СССР
- акад. Б. Д. Греков (1936—1937)
- д.и.н. С. Н. Валк (1938—1939)
- д.и.н. М. В. Левченко (1940—1944)
- акад. Ю. П. Францев (1944—1945)
- д.и.н. К. Н. Сербина (и. о. 1943/1945—1947)
- к.и.н. С. И. Аввакумов (1947—1949)
- д.и.н. М. С. Иванов (1949—1951)
- к.и.н. Б. М. Кочаков (и. о. 1952—1953)
- д.и.н. М. П. Вяткин (1957—1961)
- д.и.н. Н. Е. Носов (1961—1968)

Ленинградское отделение Института истории СССР АН СССР
- д.и.н. Н. Е. Носов (1968—1981)
- член-корр. РАН В. А. Шишкин (1981—1991)

Санкт-Петербургский филиал Института российской истории РАН
- член-корр. РАН В. А. Шишкин (1992—1999)

Санкт-Петербургский институт истории РАН
- д.и.н. В. Н. Плешков (2000—2013)
- д.и.н. Н. Н. Смирнов (2013—2018)
- д.и.н. А. И. Рупасов (и. о. 2018)
- член-корр. РАН А. В. Сиренов (с 2018)

## Научная работа
Институт как учреждение, осуществляющее фундаментальные исследования в области российской и всеобщей истории, продолжает традиции петербургской научной школы историков, у истоков которой стояли П. М. Строев, Я. И. Бередников, К. Н. Бестужев-Рюмин, С. Ф. Платонов, А. С. Лаппо-Данилевский, Н. П. Лихачёв, А. Е. Пресняков, И. М. Гревс и другие крупнейшие российские учёные.
В коллективе ЛОИИ работали академики Б. В. Ананьич, Б. Д. Греков, Н. С. Державин, С. А. Жебелёв, М. А. Коростовцев, В. В. Струве, Е. В. Тарле, Ю. П. Францев, А. А. Фурсенко и И. П. Медведев; члены-корреспонденты Академии наук Р. Ш. Ганелин, О. А. Добиаш-Рождественская, В. И. Рутенбург и В. А. Шишкин; профессора Ю. Г. Алексеев, А. И. Андреев, Ю. Н. Беспятых, О. Л. Вайнштейн, А. З. Ваксер, В. Е. Возгрин, В. Н. Гинев, А. В. Гоголевский, Е. Э. Гранстрем, А. Р. Дзенискевич, А. И. Доватур, В. С. Дякин, Б. Ф. Егоров, О. Н. Знаменский, М. П. Ирошников, Б. С. Каганович, Н. А. Казакова, Д. П. Каллистов, Т. М. Китанина, С. И. Ковалёв, Ю. З. Кантор, В. М. Ковальчук, А. И. Копанев, Э. Э. Крузе, О. О. Крюгер, Ш. М. Левин, Ю. А. Лимонов, Е. Э. Липшиц, С. Я. Лурье, А. Д. Люблинская, А. Г. Маньков, А. И. Молок, В. А. Нардова, А. А. Нейхардт, В. В. Носков, В. М. Панеях, Ю. Я. Перепёлкин, И. П. Петрушевский, А. В. Предтеченский, Б. А. Романов, М. Б. Свердлов, М. Е. Сергеенко, Е. Ч. Скржинская, И. И. Смирнов, Г. Л. Соболев, Ю. Б. Соловьёв, В. И. Старцев, З. В. Степанов, Т. Г. Таирова, А. Л. Фрайман, А. Н. Цамутали, В. Г. Чернуха, А. Л. Шапиро, И. П. Шаскольский, Л. Е. Шепелев, И. А. Шишова, У. А. Шустер, С. В. Яров.
В настоящее время в СПбИИ работают более 60 докторов и кандидатов наук, в том числе профессора Т. В. Андреева, Е. В. Анисимов, В. Г. Вовина, А. К. Гаврилов, З. В. Дмитриева, С. Н. Искюль, Б. Н. Ковалёв, Б. И. Колоницкий, В. В. Лапин, С. К. Лебедев, И. В. Лукоянов, В. И. Мусаев, А. П. Павлов, В. Л. Пянкевич, П. В. Седов, А. Н. Чистиков.
СПбИИ РАН осуществляет фундаментальные и прикладные научные исследования по следующим основным направлениям:
В области истории России —
- Политическая история, реформы и революции;
- История государства, социальных групп и сословий;
- История экономики и экономической политики,
- История социальных движений, общественной мысли и культуры;

В области истории Северо-Западного региона России —
- История Санкт-Петербурга как столицы Российской империи и крупного экономического, социально-политического и культурного центра России;
- История и культура древнего и средневекового Новгорода;

В области всеобщей истории —
- История античного мира;
- История Византии и стран Западной Европы периода Средневековья и Нового времени;
- История США;

В области источниковедения и историографии —
- Разработка проблем теоретического и конкретного источниковедения, вспомогательных исторических дисциплин;
- Издание исторических источников по российской и всеобщей истории;
- Обеспечение сохранности и пополнения фондов, свободного доступа к ним исследователей, научное описание и публикация материалов Архива СПбИИ РАН;
- Изучение истории российской и зарубежной исторической науки;

СПбИИ РАН имеет аспирантуру и докторантуру по специальностям:
- 07. 00. 02. — отечественная история,
- 07. 00. 03. — всеобщая история;
- 07. 00. 09. — историография, источниковедение и методы исторического исследования.

При СПбИИ РАН действует диссертационный совет Д 002.200.01 по защите диссертаций на соискание учёной степени доктора исторических наук.
При институте также действуют Санкт-Петербургское отделение Археографической комиссии РАН, Санкт-Петербургское отделение Научного совета РАН по историографии и источниковедению, Северо-Западное отделение Научного совета РАН «История социальных реформ, движений и революций» и городская Византийская группа.

## Архив
Архив СПбИИ РАН возник как преемник собраний Археографической комиссии, образованной в 1837 г. К 1917 г. рукописные материалы Археографической комиссии составили 92 фонда и коллекции, насчитывавшие свыше 64 тысяч единиц хранения. В январе 1922 г. Археографическая комиссия вошла в состав Академии наук. Её фонды и коллекции пополнились национализированными архивами монастырей и частных собраний и рядом фондов, переданных из других архивов.
Существенной частью архива является коллекция знаменитого собирателя русских и западноевропейских актов, рукописных книг, автографов и печатей академика Н. П. Лихачёва, которая насчитывает 12 340 единиц хранения, в числе которых свыше 700 старинных рукописных книг, а 122 книги относятся к древнейшим памятникам русского рукописного книжного искусства на пергамене и на бумаге XIII—XVI веков.
Архив СПбИИ РАН состоит из русской и западноевропейской секций. В 311 коллекциях и фондах русской секции содержится свыше 164 тыс. единиц хранения, охватывающих период с XIII по XX века. Среди 191 фонда секции монастырские архивы, в том числе Валдайского Иверского и Успенского Тихвинского монастырей, семейные архивы Воронцовых, Демидовых и Кашкиных, фонды Астраханской приказной палаты и Якутской воеводской избы, походных канцелярий А. Д. Меншикова и Б. П. Шереметева, документы по истории Украины XV—XVIII веков, в том числе «кошевого» архива Запорожской Сечи XVII века, рукописи В. Н. Татищева и А. Н. Радищева, личные фонды петербургских историков Н. П. Павлова-Сильванского, А. Е. Преснякова, Б. А. Романова, А. В. Предтеченского, Я. С. Лурье. Переданные в архив личные собрания хранятся в 120 особых коллекциях, крупнейшая и ценнейшая из которых — русская часть собрания Н. П. Лихачёва, включающая среди более чем 700 древнерусских рукописей списки летописей, судебников, степенных и разрядных книг, духовной литературы, а также более 11 тысяч дел актового материала, в том числе древнерусские грамоты и коллекцию дворянских патентов. Особая её часть — собрание автографов деятелей русской истории и культуры, а также работавших в России иностранных учёных.
Большая часть западноевропейской секции, охватывающей период с VII по XX века, также происходит из собрания Н. П. Лихачёва, чья западноевропейская часть насчитывает около 80 фондов и свыше 24 тыс. единиц хранения. Кроме того, секция хранит документы из собрания Археологического института в Константинополе, трофейную Бранденбургскую коллекцию, личные фонды петербургских историков античности и западноевропейской истории. Древнейший предмет собрания — печать папы Бонифация V начала VII века. Наибольшее количество документов западноевропейской секции архива связано с историей Италии — свыше 10 тыс. единиц хранения. Самый древний итальянский документ датируется 907 г. — это дарение Агельтруды, вдовы италийского императора Гвидо Сполетского. Этот документ Е. Ч. Скржинская назвала самым древним частным актом, имеющимся в России, а, может быть, и в Европе. В архиве содержатся актовые документы более чем 50 итальянских городов с 907 по 1857 гг., письма представителей семейств д'Эсте, Гонзага, Висконти, Медичи, Пикколомини, Сфорца, гуманиста Лоренцо Валлы. После Италии самым большим количеством документов представлены Франция и Германия (документы IX—XX веков, в том числе диплом императора Оттона I 969 года, императорские, королевские и частые акты, автографы деятелей политики, науки и культуры). Менее многочисленны, но чрезвычайно ценны и материалы по истории других стран, среди которых собрание около 600 папских булл, старейшая из которых издана в 1053 году.

## Галерея

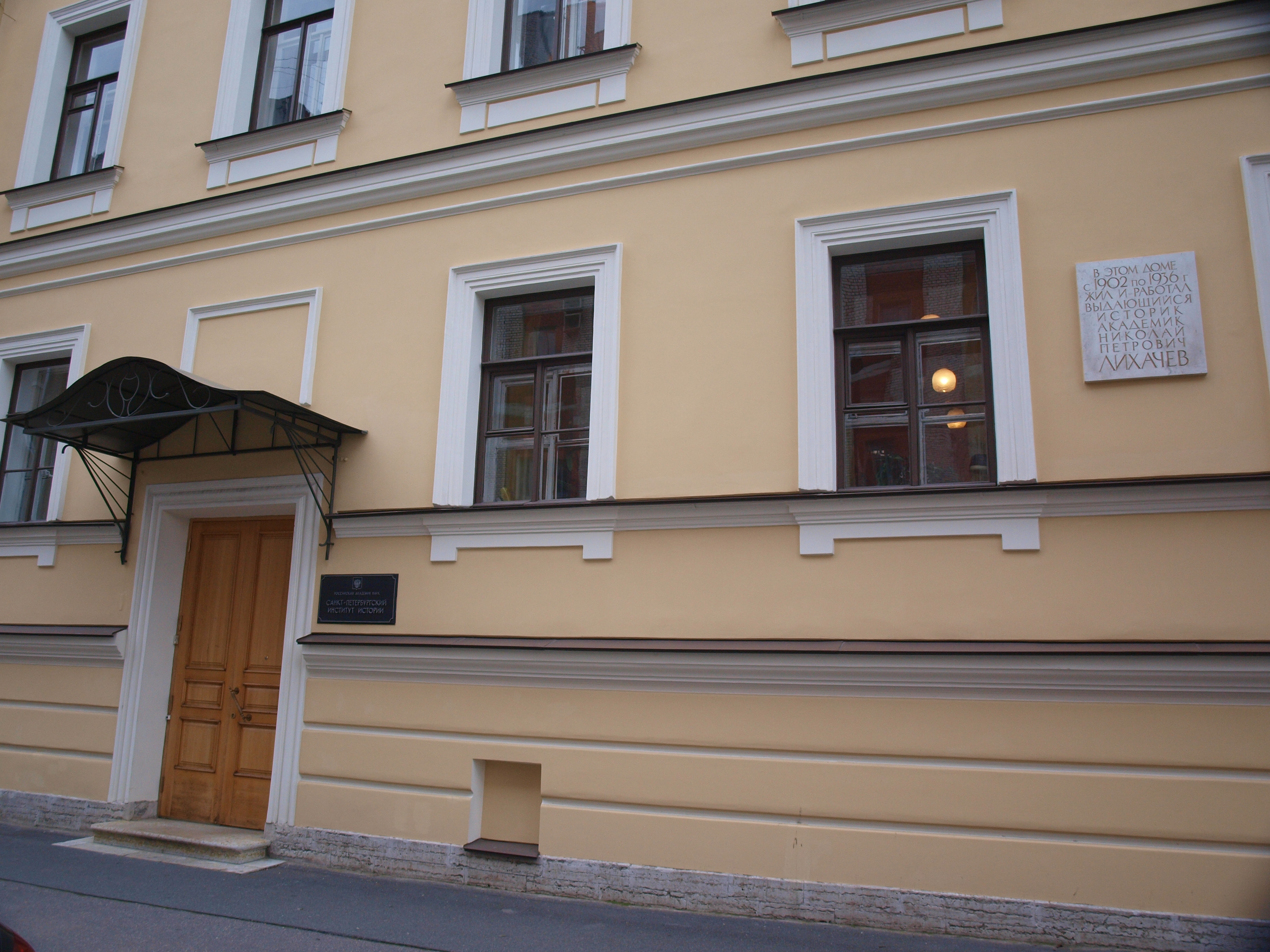
СПбИИ РАН. Вход в здание
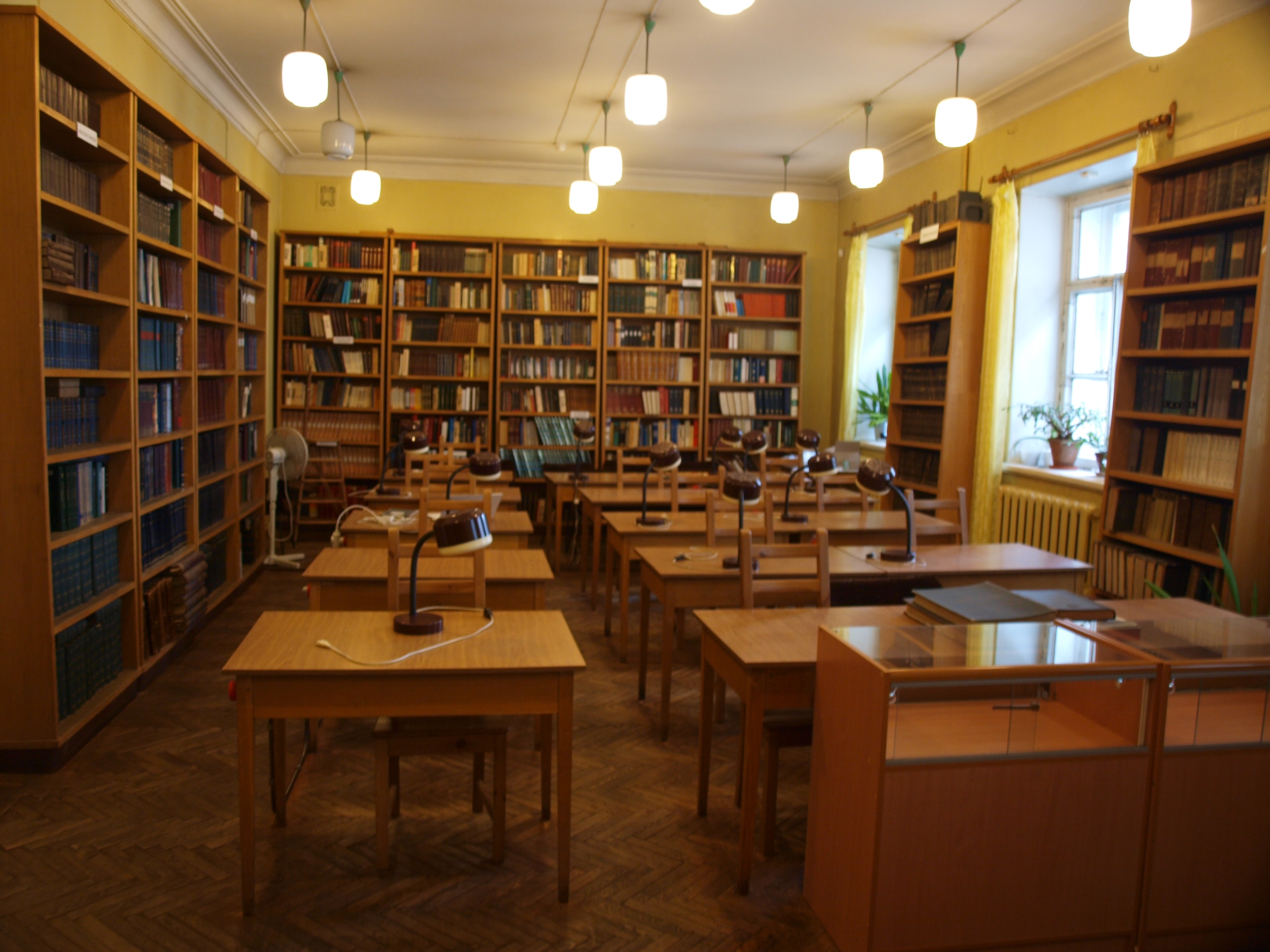
СПбИИ РАН. Читальный зал библиотеки института
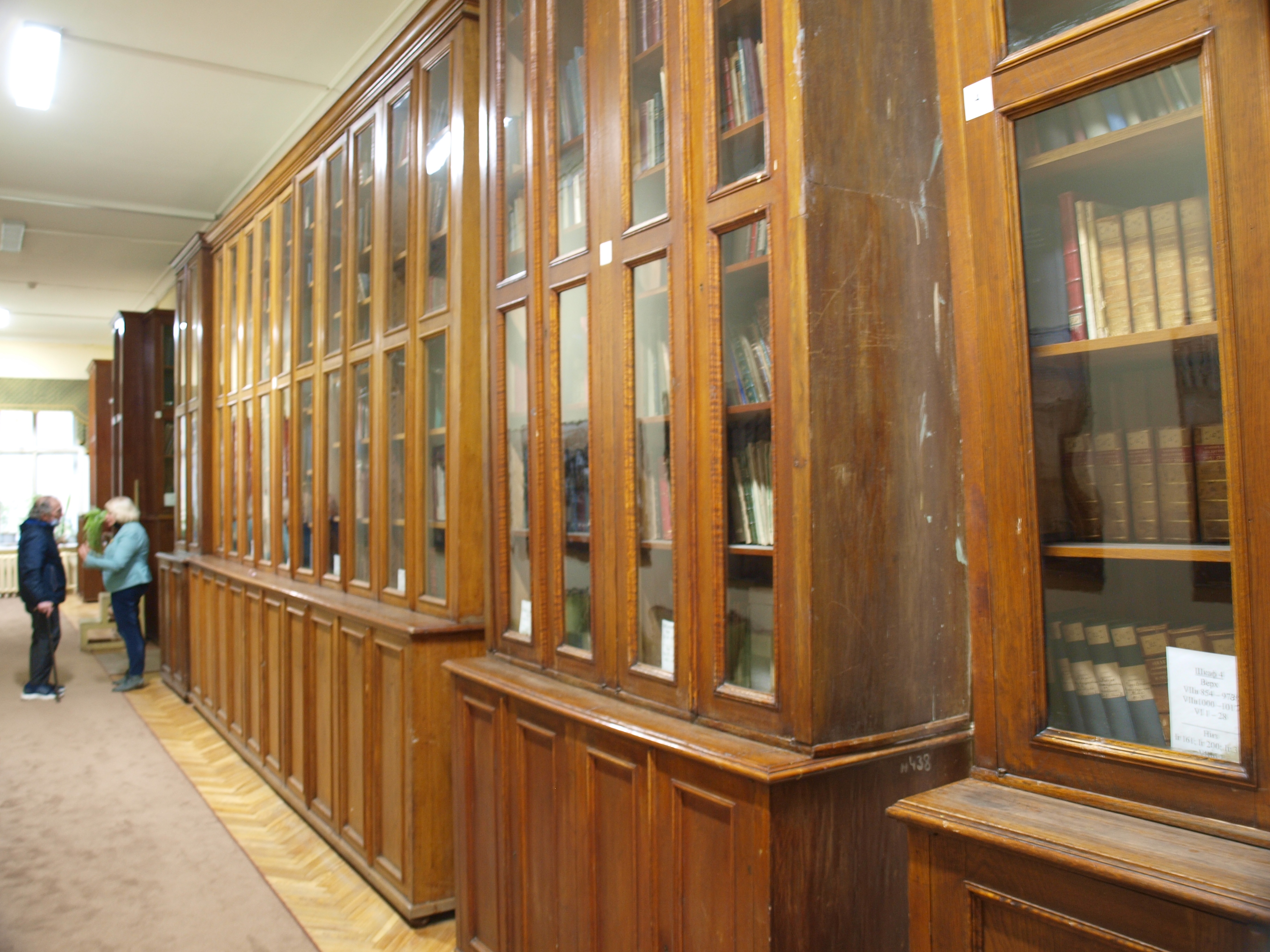
СПбИИ РАН. Интерьер 3-го этажа